# فرودگاه پائگام
 فرودگاه پائگام (به انگلیسی: Paegam Airport) یک فرودگاه نظامی است . این فرودگاه در کشور کره شمالی قرار دارد و در ارتفاع ۹۹۰ متری از سطح دریا واقع شده است.